# ليندا كينغ نيويل
ليندا كينغ نيويل (بالإنجليزية: Linda King Newell)‏ هي مؤرخة أمريكية، ولدت في 16 يناير 1941.